# Lac Magpie
Lac Magpie är en sjö i Kanada.   Den ligger i regionen Côte-Nord och provinsen Québec, i den östra delen av landet, 1 000 km nordost om huvudstaden Ottawa. Lac Magpie ligger 199 meter över havet.
Trakten runt Lac Magpie är nära nog obefolkad, med mindre än två invånare per kvadratkilometer.